# Municipio de Antsla
El municipio de Antsla (estonio: Antsla vald) es un municipio estonio perteneciente al condado de Võru.

## Localidades (población año 2011)
- Ähijärve 30
- Anne 26
- Antsla 1,402 c
- Antsu 47
- Haabsaare 19
- Jõepera 35
- Kaika 39
- Kassi 55
- Kikkaoja 26
- Kirikuküla 29
- Kobela 313 p
- Koigu 35
- Kõlbi 78
- Kollino 84
- Kraavi 185
- Kuldre 196
- Litsmetsa 23
- Luhametsa 36
- Lümatu 56
- Lusti 180
- Madise 21
- Mähkli 18
- Oe 73
- Pihleni 55
- Piisi 2
- Rimmi 80
- Roosiku 46
- Ruhingu 51
- Säre 80
- Savilöövi 43
- Soome 31
- Taberlaane 63
- Toku 25
- Tsooru 218
- Uhtjärve 68
- Urvaste 90
- Uue-Antsla 188
- Vaabina 182
- Vana-Antsla 181 p
- Viirapalu 29
- Visela 53[1]

(p: pueblo; c: ciudad; el resto son aldeas).